# Bigpoint
Bigpoint GmbH är en tysk spelutvecklare som är specialiserad på webbaserade spel. Företaget är känt för att utveckla både fristående webbläsarbaserade spel och spel som integreras med sociala nätverk. Enligt Bigpoint.com hade företaget över 200 miljoner registrerade användare i juni 2011. Den 10 oktober 2013 uppgav webbplatsen att 337 104 419 spelare var registrerade. Vissa av Bigpoints spel har visats på webbplatserna för vissa av NBCUs kabelkanaler.
Förutom sitt huvudkontor i Hamburg, Tyskland, har Bigpoint kontor i Berlin, San Francisco, Malta och São Paulo. Några av företagets spel inkluderar Battlestar Galactica Online, Farmerama, Drakensang Online, DarkOrbit och Seafight. Studion förvärvades av Youzu Interactive år 2016 och fungerar fortsättningsvis som ett självständigt dotterbolag.

## Historia
År 2002 grundades företaget av Heiko Hubertz som m.wire GmbH i Hamburg, Tysklands näst största stad. Hubertz inledde verksamheten med ett fotbollsledningsspel där varje spelarövergång krävde en liten avgift för kända fotbollsspelare. Bigpoints första spel var Icefighter, en ishockeysimulering. Fram till slutet av 2004 lanserades ytterligare spel, "F1Manager" och "Fussballmanager" (Football Manager på tyska). År 2005 bytte företaget namn till e-sport GmbH. Under 2006 investerade bröderna Samwer med European Founders Fund och i början av 2007 investerade även United Internet i företaget. Företaget växte snabbt och hade en miljon registrerade användare 2006. År 2007 drev Bigpoint 22 webbläsarspel.
I juni 2008 förvärvade General Electric och NBC Universal tillsammans med den europeiska riskkapitalgruppen GMT Communications Partners en andel på 70 procent av Bigpoint och lämnade de återstående 30 procenten under Heiko Hubertz kontroll.
År 2009 nådde Bigpoint över 100 miljoner användare och hade en omsättning på mer än 50 miljoner euro.
Den 26 april 2011 investerade TA Associates och Summit Partners 350 miljoner dollar i Bigpoint för att bli majoritetsägare. Den 16 maj 2011 publicerade Bigpoint.com en video på YouTube.com där de tillkännagav sin nya kontorsbyggnad. Tidigare aktieägare, såsom Comcast Interactive Capitals Peacock Equity Fund, sålde sina innehav i denna transaktion. GMT Communications Partners och GE sålde en stor del av sina aktier. Hubertz behöll sin befintliga ägarandel i företaget.
I maj 2011 hade Bigpoint över 800 anställda över hela världen.
Den 23 oktober 2012, sade Bigpoint upp 120 anställda. Samtidigt avgick Heiko Hubertz som VD.
I mars 2016 förvärvades utvecklaren av Youzu Interactive (GTArcade) i ett aktieköp till ett värde av 80 miljoner euro (89,68 miljoner dollar).

## Använd teknik
Spelen utvecklas med PHP, Adobe Flash, Java och Unity-motorn.

## Lista över spel utvecklade av Bigpoint
- Pirate Storm
- Icefighter
- Fussballmanager
- Gangs of Crime (formerly known as Mafia 1930)
- Gladiatoren
- Managergames Hockey
- Managergames Soccer
- Seafight
- Land of Destruction
- DarkOrbit
- Chaoscars
- SpeedCars
- SpeedSpace
- The Pimps
- ActionLeague
- Damoria
- K.O. Champs
- Gladius II
- SpaceInvasion
- War of Titans
- BeBees
- Parsec
- Deepolis
- XBlaster
- Hellblades
- ZooMumba
- Battlestar Galactica Online
- SkyRama
- PonyRama
- RamaCity
- AquaRama
- FantasyRama
- Drakensang Online
- Kultan - The World Beyond
- The Mummy Online
- Universal Monsters Online
- Rising Cities
- PirateStorm

## Lista över spel publicerade av Bigpoint
- WonderKing Online
- Drift City
- War Machines
- Terminator Salvation
- Rise of Gods
- Case White
- SpaceConquer
- Skaph (by Wadim Kapinos, a promotion from 2009 August)
- Rangersland International
- Pirates 1709 International
- Wanted
- 11 Manager
- Arenas of Glory
- Castle Fight International
- Puzzle Pirates
- Xhodon
- Anophis
- Dolumar
- Generated Affixation: the Nexus Lancinate
- Gameglobe